# District de Chengzhong (Xining)
Pour les articles homonymes, voir Chengzhong.
Le district de Chengzhong (chinois simplifié : 城中区 ; pinyin : chéngzhōng qū) est une subdivision administrative de la province du Qinghai en Chine. Il est placé sous la juridiction de la ville-préfecture de Xining.
C'est le principal district urbain de la ville.

## Histoire
Sous la dynastie Qing, le yamen de l'amban de Xining, chargé de diriger la province du Qinghai pour l'empereur, y était situé.